# Dominique Minot
Dominique Minot är en fransk skådespelerska, som bland annat medverkade i Charade (1963). 